# Orto botanico di Lecce
L'Orto botanico di Lecce è una struttura museale dell'Università del Salento, di supporto alla didattica e alla ricerca del Dipartimento di Scienze e Tecnologie Biologiche ed Ambientali.

## Storia e descrizione
Anche se la costituzione di un primo giardino botanico a Lecce risale al 1810, questo subì un inarrestabile declino a partire dal 1866, dalla sua acquisizione da parte della Provincia di Lecce.
L'Orto attuale è ubicato all'interno del Campus di Ecotekne ed è stato fondato nel 1994 in seno all'attuale Dipartimento di Scienze e Tecnologie Biologiche ed Ambientali dell'Università del Salento. È legato da una convenzione per la cooperazione didattica e scientifica all'Orto botanico del Salento.
Attualmente ospita diverse collezioni, tutte all'aperto, ed è specializzato nella conservazione della biodiversità vegetale del Salento, ospitando diverse centinaia di specie vegetali.